# Кенні Джекетт
Кенні Джекетт (англ. Kenny Jackett, нар. 5 січня 1962, Вотфорд) — валлійський футболіст, що грав на позиції півзахисника. По завершенні ігрової кар'єри — тренер. З 2017 року очолює тренерський штаб команди «Портсмут».
Він провів всю свою ігрову кар'єру у «Вотфорді», перш ніж його кар'єра закінчилася травмою у віці 28 років, а також національну збірну Уельсу, за яку отримав право грати через свого батька-валлійця.

## Клубна кар'єра
Кенні народився в родині професійного футболіста Френка Джекетта, який грав у «Вотфорді» в період між 1949 і 1953 роками. Кенні розпочав займатись футболом у цьому ж клубі у віці 12 років і дебютував за першу команду у віці 18 років 26 квітня 1980 року, вийшовши на заміну у матчі проти «Сандерленда».
З наступного сезону Кенні став основним гравцем клубу, а у сезоні 1981/82 допоміг йому вийти у елітний англійський дивізіон. Крім того, він зіграв у єдиному поєдинку клубу у фіналі Кубка Англії, коли вони програли «Евертону» в 1984 році. Такі успіхи також призвели до того, що Джеккет з командою наступного сезону дебютував у єврокубках.
Проте, пройшовши ряд операцій на коліні, він був змушений передчасно закінчити свою кар'єру в 1990 році у віці 28 років. Загалом він зіграв 428 матчів за «шершнів», забивши 34 голи і зайняв шосте місце в списку гравців клубу за кількістю проведених матчів.

## Виступи за збірну
22 вересня 1982 року дебютував в офіційних іграх у складі національної збірної Уельсу у матчі-відбору на Євро-1984 проти Норвегії (1:0). Востаннє зіграв за збірну 27 квітня 1988 року в товариській грі проти Швеції (1:4) в Стокгольмі. Всього протягом кар'єри у національній команді, яка тривала 7 років, провів у формі головної команди країни 31 матч.

## Кар'єра тренера
Після виходу на пенсію Джеккет залишився у «Вотфорді» і виконував функції тренера, поки в 1996 році не був призначений головним тренером, замість Грема Тейлора, який став спортивним директором клубу. У той час клуб опустився у Другій дивізіон і Джекет не зміг повернути йому високу позицію. Сезон 1996/97 «Вотфорд» закінчив на 13 місці, найнижчій позиції починаючи з 1970 року. Після цього Джекет був понижений у посаді до помічника тренера, яким знову став Грем Тейлор. Цей тандем за два сезони вивів команду з третього за рівнем дивізіону у Прем'єр-лігу, але в елітному дивізіоні у сезоні 1999/00 клуб зайняв 20 місце та вилетів у Перший дивізіон.
Наприкінці сезону 2000/01 Тейлор покинув «Вотфорд», після чого Джекетт був звільнений за наказом нового менеджера Джанлуки Віаллі. Натомість Кенні приєднався до Іана Голловея в «Квінз Парк Рейнджерс», як помічник менеджера і зробив свій внесок у вихід команди у Чемпіоншип.
Після трьох років роботи з КПР Джекет перейшов у «Свонсі Сіті», замінивши Браяна Флінна. У свій перший сезон на посаді тренера Кенні Джекет підняв клуб з Другої ліги і виграв Кубок валлійської Прем'єр-Ліги. У сезоні 2006/07 Джекет виграв Трофей Футбольної ліги і вдруге Кубок валлійської Прем'єр-Ліги. Незважаючи на успіхи, 15 лютого 2007 Джекет розірвав контракт з клубом за обопільної згоди. Він пояснив своє рішення тим, що не відчував підтримки з боку тих, хто був так чи інакше пов'язаний з клубом.

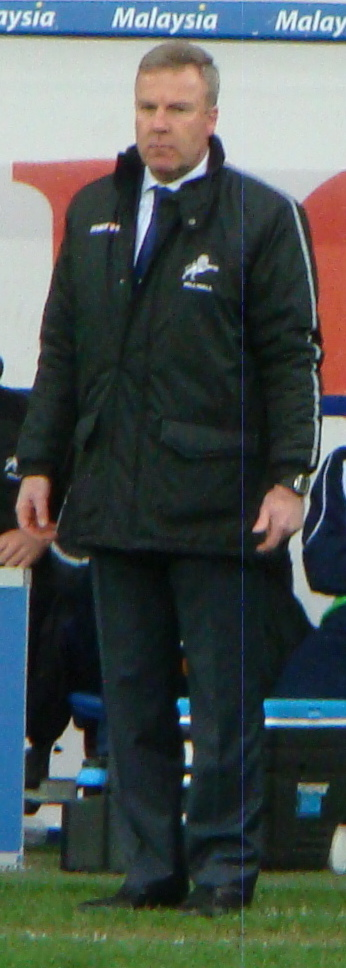
Кенні Джекетт під час роботи у «Міллволлі». 2012 рік.

7 березня 2007 Кенні Джекет був призначений тренером резервної команди «Манчестер Сіті», однак 6 листопада того ж року покинув цю посаду і очолив «Міллволл». 2 жовтня 2008 року Джекет отримав звання «Тренер місяця Першої футбольної ліги» за те, що здобув 5 перемог поспіль. У березні 2009 року Кенні отримав нагороду вдруге. У сезоні 2008/09 Джекет привів клуб до фіналу плей-оф Першої Футбольної ліги, однак клуб у фіналі програв «Сканторпу» (2:3). Проте у наступному сезоні 2009/10 «Міллволл» таки вийшов у Чемпіоншип в результаті перемоги над «Свіндон Тауном» в фіналі плей-оф. У перший сезон у Чемпіоншипі Джекетт привів «Міллволл» до дев'ятого місця, борючись за місце в плей-оф, аж до передостанньої гри сезону. Проте вже у наступному сезоні 2011/12 років клуб боровся за виживання, залишаючись поруч з зоною вильоту весь сезон, поки «Міллволл» не видав сильне завершення сезону, вигравши сім матчів, п'ять з яких поспіль, через що Джекетта було названо тренером місяця в Чемпіоншипі за квітень 2012 року. У сезоні 2012/13 команда досягла півфіналу Кубка Англії, де програла майбутнім переможцям «Віган Атлетік». Тим не менш у чемпіонаті справи йшли не так добре і клуб зберіг прописку лише в останньому турі сезону, закінчивши чемпіонат на 20-му місці. Через три дні після закінчення сезону Джекетт пішов у відставку, заявивши, що він відчуває що «підходить час для нового виклику, а також для нового менеджера, щоб прийти у „Міллволл“ з новими ідеями». Рада клубу прийняла рішення «з небажанням».
31 травня 2013 року Джекетт очолив «Вулвергемптон Вондерерз», який вперше з 1989 року виступав у третьому за рівнем дивізіоні. Команда розпочала сезон з низки перемог, через що Джеккета було номіновано на звання найкращого менеджера Першої ліги у серпні. В жовтні він знову здобув цю нагороду після серії без поразок, протягом якої його команда здобула 10 очок у чотирьох іграх. В підсумку під його керівництвом «вовки» з першої спроби вийшли у Чемпіоншип і встановили новий рекорд дивізіону — 103 очки за сезон. Після закінчення сезону Джекетт був оголошений найкращим тренером Першої ліги у сезоні, вигравши до того ще одну місячну нагороду за березень 2014 року.
У першому сезоні в Чемпіоншипі «вовки» стали сьомими, ледь не пробившись у плей-оф, однак наступний сезон виявився менш успішним, оскільки команда закінчила його на 14-му місці. У липні 2016 року клуб був придбаний китайським конгломератом Fosun International. Незважаючи на те, що спекуляції в засобах масової інформації називали Хулена Лопетегі заміною Джекетта після завершення поглинання, нові власники спочатку підтвердили, що вони планують співпрацювати з Джекеттом після того, як Лопетегі був призначений тренером національної збірної Іспанії. Проте через чотири дні, 29 липня 2016 року, клуб підтвердив, що контракт Джекетта був припинений.
21 жовтня 2016 року Джекетта було оголошено менеджером «Ротергем Юнайтед» після звільнення Алана Стаббса. Він підписав трирічний контракт із клубом з Чемпіоншипу, однак вже 28 листопада, подав у відставку після 39 днів та п'яти матчів на посаді.
2 червня 2017 року Джекетт підписав дворічний контракт з «Портсмутом». У листопаді 2017 року клуб оголосив, що Джекетт продовжив початковий контракт ще на два роки до червня 2021 року.

## Титули і досягнення
- Володар Трофею Футбольної ліги: 2006-07
- Володар Кубка валлійської Прем'єр-Ліги[en]: 2005-06, 2006-07
- Переможець Першої футбольної ліги: 2013-14

### Індивідуальні
- Тренер року у Першій футбольній лізі: 2013-14
- Тренер місяця у Чемпіоншипі: квітень 2012, листопад 2012, серпень 2014
- Тренер місяця у Першій футбольній лізі: вересень 2008, жовтень 2009, березень 2010, березень 2014